# Ilex tonkinensis
Ilex tonkinensis är en järneksväxtart som beskrevs av Jean Baptiste Louis Pierre. Ilex tonkinensis ingår i släktet järnekar, och familjen järneksväxter. Inga underarter finns listade i Catalogue of Life.